# Cristina Scuccia
Cristina Scuccia [kristína skučča] (* 2. října 1988, Vittoria) je italská zpěvačka a bývalá řeholnice řádu svaté Voršily, která se proslavila v italské pěvecké soutěži The Voice of Italy (italsky Suor Cristina, anglicky též Sister Cristina).

## Život a působení
Narodila se ve městě Vittoria na jižním pobřeží Sicílie a žila s rodiči v nedalekém městě Comiso.
V roce 2007 zpívala roli sestry Rosy, zakladatelky řádu voršilek, a od roku 2008 studovala na řádové hudební a pěvecké škole The Rose Academy v Římě. V roce 2009 vstoupila do noviciátu téhož řádu, pracovala dva roky jako učitelka chudých dětí v Brazílii a po návratu složila řádové sliby.
V roce 2012 vystupovala na televizní stanici Gold TV a roku 2013 vyhrála soutěž křesťanského zpěvu Good News Festival v Římě, který přenášela televize TV2000. V následujícím roce vyhrála soutěž talentů The Voice of Italy, vydala svůj první single a uzavřela smlouvu se společností Universal Records. Ve Francii získala Zlatou desku za 50 tisíc prodaných desek. Snímek její Blind Audition byl světově čtvrtým nejsledovanějším na portálu YouTube. 20. listopadu 2022 v italském televizním pořadu Verissimo oznámila odchod z řádu, aby se mohla naplno věnovat hudební kariéře.